# Alexandra Meissnitzer
Alexandra Meissnitzer (ur. 18 czerwca 1973 w Salzburgu) – austriacka narciarka alpejska, trzykrotna medalistka igrzysk olimpijskich i mistrzostw świata oraz zdobywczyni Pucharu Świata.

## Kariera
Pierwszy sukces w karierze Alexandra Meissnitzer osiągnęła 1992 roku, kiedy podczas mistrzostw świata juniorów w Mariborze zdobyła dwa medale. Najpierw zajęła drugie miejsce w zjeździe, ulegając tylko Céline Dätwyler ze Szwajcarii. Dzień później była trzecia w supergigancie, w którym wyprzedziły ją tylko Niemka Regina Häusl oraz Włoszka Morena Gallizio. Dwa miesiące wcześniej zadebiutowała w zawodach Pucharu Świata, zajmując 7 grudnia 1991 roku w Santa Caterina 28. miejsce w supergigancie. W sezonie 1991/1992 punktowała jeszcze trzykrotnie, najlepszy wynik osiągając 15 grudnia w Santa Caterina, gdzie zajęła 22. miejsce w tej samej konkurencji. W klasyfikacji generalnej zajęła ostatecznie 98. miejsce.
Na podium zawodów pucharowych po raz pierwszy stanęła cztery lata po debiucie, 7 grudnia 1995 roku w Val d’Isère, wygrywając supergiganta. W kolejnych startach jeszcze sześć razy stanęła na podium, odnosząc jeszcze jedno zwycięstwo: 20 grudnia w Veysonnaz ponownie była najlepsza w supergigancie. W klasyfikacji generalnej zajęła piąte miejsce, a w klasyfikacji supergiganta była druga, plasując się tylko za Niemką Katją Seizinger. W lutym 1996 roku wystartowała na mistrzostwach świata w Sierra Nevada, jednak nie zdobyła medalu. Najlepszy wynik osiągnęła w zjeździe, który ukończyła na szesnastej pozycji. Bez medalu wróciła także z rozgrywanych rok później mistrzostw świata w Sestriere, gdzie była między innymi trzynasta w supergigancie. W zawodach pucharowych ani razu nie stanęła na podium i w klasyfikacji generalnej zajęła 19. miejsce.
Kolejne zwycięstwo odniosła 15 marca 1998 roku w Crans-Montana, triumfując w gigancie. Poza tym jeszcze sześciokrotnie plasowała się w najlepszej trójce, w tym kolejne trzy razy w gigancie, co dało jej trzecie miejsce w klasyfikacji końcowej tej konkurencji. Uległa tylko Niemce Martinie Ertl i Włoszce Deborze Compagnoni. W lutym tego roku brała udział w igrzyskach olimpijskich w Nagano, gdzie zdobyła dwa medale. Najpierw zajęła trzecie miejsce w supergigancie, w którym lepsze okazały się jedynie Picabo Street z USA oraz kolejna Austriaczka, Michaela Dorfmeister. Do zwyciężczyni Meissnitzer straciła zaledwie 0,07 sekundy. Następnie była ósma w zjeździe, a cztery dni później wywalczyła srebrny medal w slalomie gigancie. Po pierwszym przejeździe zajmowała czwarte miejsce, tracąc do prowadzącej Compagnoni 1,19 sekundy. W drugim przejeździe uzyskała drugi wynik, co dało jej drugi łączny czas, o 1,80 sekundy za Compagnoni i 0,22 sekundy przed Katją Seizinger.
Najlepsze wyniki osiągnęła w sezonie 1998/1999. Meissnitzer zgromadziła 1672 punkty, trzynaście razy stanęła na podium i odniosła osiem zwycięstw. Najpierw wygrała giganta 19 listopada w Park City, następnie supergiganta 29 listopada w Lake Louise, supergiganta i giganta w dniach 10-11 grudnia w Val d’Isère, zjazd 19 grudnia w Veysonnaz, giganta 24 stycznia w Cortina d'Ampezzo i 22 lutego w Åre, a na koniec ponownie była najlepsza w zjeździe 10 marca 1999 roku w Sierra Nevada. Dzięki temu zdobyła Kryształową Kulę za zwycięstwo w klasyfikacji generalnej, zwyciężyła także w klasyfikacjach giganta i supergiganta, a w zjeździe była druga za swą rodaczką, Renate Götschl. Rozgrywane w 1999 roku mistrzostwa świata w Vail/Beaver Creek były najbardziej udaną imprezą w jej karierze. Austriaczka zwyciężyła w supergigancie i gigancie, a w zjeździe zajęła czwarte miejsce, przegrywając walkę o brązowy medal ze Stefanie Schuster o 0,10 sekundy.
Po dwóch startach sezonu 1999/2000 doznała kontuzji w Lake Louise. Austriaczka zerwała więzadła krzyżowe w kolanie i do rywalizacji wróciła w grudniu 2000 roku. Na podium zawodów pucharowych po raz kolejny stanęła dopiero 25 stycznia 2002 roku w Cortina d’Ampezzo, gdzie była trzecia w supergigancie. W tej samej konkurencji była też druga 7 marca w Altenmarkt; były to jej najlepsze wyniki w sezonie 2001/2002, który ukończyła na piętnastej pozycji w klasyfikacji generalnej i drugiej w klasyfikacji supergiganta. Na początku 2002 roku brała udział w igrzyskach olimpijskich w Salt Lake City, gdzie dwukrotnie była blisko medalu. Najpierw zajęła czwarte miejsce w supergigancie, przegrywając walkę o podium z Włoszką Karen Putzer o 0,09 sekundy. Pięć dni później czwarta była także w gigancie, w którym w walce o brązowy medal lepsza o 0,28 sekundy była Sonja Nef ze Szwajcarii.
Kolejny medal wywalczyła podczas mistrzostw świata w Sankt Moritz w 2003 roku, gdzie była druga w zjeździe. W zawodach tych uległa jedynie Kanadyjce Mélanie Turgeon, a drugie miejsce zajęła ex aequo z Corinne Rey-Bellet ze Szwajcarii. Na tych samych mistrzostwach była także piąta w supergigancie. W Pucharze Świata pięciokrotnie stawała na podium, jednak nie odniosła żadnego zwycięstwa. W klasyfikacji generalnej była tym razem ósma, w supergigancie czwarta, a w klasyfikacji giganta zajęła siódme miejsce.
Meissnitzer startowała jeszcze przez pięć kolejnych sezonów, jednak nie zdołała nawiązać do wyników z 1999 roku. W tym czasie łącznie dziesięć razy stawała na podium, przy czym odniosła trzy zwycięstwa: 4 stycznia 2004 roku w Megève, 11 grudnia 2004 roku w Altenmarkt i 4 grudnia 2005 roku w Lake Louise wygrywała supergiganty. W klasyfikacji generalnej najlepiej wypadła w sezonie 2003/2004, który ukończyła na ósmym miejscu. Ponadto w sezonie 2005/2006 była dziewiąta, a w klasyfikacji supergiganta zajęła drugie miejsce za Michaelą Dorfmeister. Ostatnie pucharowe podium wywalczyła 13 marca 2008 roku w Bormio, gdzie supergiganta ukończyła na trzeciej pozycji. W 2006 roku wzięła udział w igrzyskach olimpijskich w Turynie, zdobywając brązowy medal w supergigancie. Uplasowała się tam 0,59 sekundy za Dorfmeister i 0,32 sekundy za Janicą Kostelić z Chorwacji. Na rozgrywanych rok później mistrzostwach świata w Åre w tej samej konkurencji była ósma. W marcu 2008 roku zakończyła karierę.
Wielokrotnie zdobywała medale mistrzostw kraju, w tym złote w zjeździe w 1994 roku, gigancie w latach 1999 i 2004 oraz supergigancie w latach 1994, 1998 i 2002. W latach 1998 i 1999 była wybierana sportsmenką roku w Austrii. Ponadto w 1998 roku otrzymała Odznakę Honorową za Zasługi dla Republiki Austrii.

## Osiągnięcia

### Igrzyska olimpijskie
| Miejsce | Dzień     | Rok  | Miejscowość    | Konkurencja | Czas biegu | Strata | Zwyciężczyni         |
| ------- | --------- | ---- | -------------- | ----------- | ---------- | ------ | -------------------- |
| DNF1    | 24 lutego | 1994 | Lillehammer    | Gigant      | 2:30,97    | -      | Deborah Compagnoni   |
| 3.      | 11 lutego | 1998 | Nagano         | Supergigant | 1:18,02    | +0,07  | Picabo Street        |
| 8.      | 16 lutego | 1998 | Nagano         | Zjazd       | 1:29,89    | +0,95  | Katja Seizinger      |
| 2.      | 20 lutego | 1998 | Nagano         | Gigant      | 2:50,59    | +1,80  | Deborah Compagnoni   |
| 4.      | 17 lutego | 2002 | Salt Lake City | Supergigant | 1:13,59    | +0,36  | Daniela Ceccarelli   |
| 4.      | 22 lutego | 2002 | Salt Lake City | Gigant      | 2:30,01    | +1,94  | Janica Kostelić      |
| 8.      | 15 lutego | 2006 | Turyn          | Zjazd       | 1:56,49    | +1,29  | Michaela Dorfmeister |
| 3.      | 20 lutego | 2006 | Turyn          | Supergigant | 1:32,47    | +0,59  | Michaela Dorfmeister |

### Mistrzostwa świata
| Miejsce | Dzień       | Rok  | Miejscowość   | Konkurencja | Czas biegu | Strata | Zwyciężczyni         |
| ------- | ----------- | ---- | ------------- | ----------- | ---------- | ------ | -------------------- |
| 23.     | 12 lutego   | 1996 | Sierra Nevada | Supergigant | 1:21,00    | +2,27  | Isolde Kostner       |
| 16.     | 18 lutego   | 1996 | Sierra Nevada | Zjazd       | 1:54,06    | +2,30  | Picabo Street        |
| DNS2    | 22 lutego   | 1996 | Sierra Nevada | Gigant      | 2:10,74    | -      | Deborah Compagnoni   |
| 13.     | 11 lutego   | 1997 | Sestriere     | Supergigant | 1:23,50    | +1,76  | Isolde Kostner       |
| 17.     | 15 lutego   | 1997 | Sestriere     | Zjazd       | 1:41,18    | +2,43  | Hilary Lindh         |
| 1.      | 3 lutego    | 1999 | Vail          | Supergigant | 1:20,53    | -      | -                    |
| 4.      | 7 lutego    | 1999 | Vail          | Zjazd       | 1:48,20    | +0,27  | Renate Götschl       |
| 1.      | 11 lutego   | 1999 | Vail          | Gigant      | 2:08,54    | -      | -                    |
| 8.      | 29 stycznia | 2001 | St. Anton     | Supergigant | 1:23,44    | +0,39  | Régine Cavagnoud     |
| 11.     | 6 lutego    | 2001 | St. Anton     | Zjazd       | 1:36,20    | +1,66  | Michaela Dorfmeister |
| DNF2    | 9 lutego    | 2001 | St. Anton     | Gigant      | 2:19,01    | -      | Sonja Nef            |
| 5.      | 3 lutego    | 2003 | Sankt Moritz  | Supergigant | 1:27,48    | +0,58  | Michaela Dorfmeister |
| 2.      | 9 lutego    | 2003 | Sankt Moritz  | Zjazd       | 1:34,30    | +0,11  | Mélanie Turgeon      |
| DNF1    | 13 lutego   | 2003 | Sankt Moritz  | Gigant      | 2:30,97    | -      | Anja Pärson          |
| DNF     | 30 stycznia | 2005 | Bormio        | Supergigant | 1:17,64    | -      | Anja Pärson          |
| 22.     | 6 lutego    | 2005 | Bormio        | Zjazd       | 1:39,90    | +3,22  | Janica Kostelić      |
| 8.      | 6 lutego    | 2007 | Åre           | Supergigant | 1:18,85    | +1,12  | Anja Pärson          |

### Mistrzostwa świata juniorów
| Miejsce | Dzień       | Rok  | Miejscowość | Konkurencja | Czas biegu | Strata | Zwyciężczyni         |
| ------- | ----------- | ---- | ----------- | ----------- | ---------- | ------ | -------------------- |
| 13.     | 21 marca    | 1990 | Zinal       | Zjazd       | 1:25,48    | +2,17  | Swietłana Gładyszewa |
| 14.     | 23 marca    | 1990 | Zinal       | Gigant      | 2:23,17    | +4,28  | Manuela Umele        |
| 4.      | 8 kwietnia  | 1991 | Geilo       | Supergigant | 1:15,16    | +1,03  | Julie Lunde Hansen   |
| 16.     | 11 kwietnia | 1991 | Geilo       | Zjazd       | 1:08,87    | +1,21  | Céline Dätwyler      |
| 7.      | 12 kwietnia | 1991 | Geilo       | Gigant      | 2:09,95    | +0,86  | Sabina Panzanini     |
| 2.      | 25 lutego   | 1992 | Maribor     | Zjazd       | 1:21,68    | +0,56  | Céline Dätwyler      |
| 3.      | 26 lutego   | 1992 | Maribor     | Supergigant | 1:20,66    | +0,69  | Regina Häusl         |
| 7.      | 27 lutego   | 1992 | Maribor     | Gigant      | 1:56,37    | +1,09  | Regina Häusl         |

### Puchar Świata

#### Miejsca w klasyfikacji generalnej
- sezon 1991/1992: 98.
- sezon 1992/1993: 89.
- sezon 1993/1994: 76.
- sezon 1994/1995: 23.
- sezon 1995/1996: 5.
- sezon 1996/1997: 19.
- sezon 1997/1998: 5.
- sezon 1998/1999: 1.
- sezon 1999/2000: 105.
- sezon 2000/2001: 16.
- sezon 2001/2002: 15.
- sezon 2002/2003: 8.
- sezon 2003/2004: 8.
- sezon 2004/2005: 16.
- sezon 2005/2006: 9.
- sezon 2006/2007: 17.
- sezon 2007/2008: 26.

#### Zwycięstwa w zawodach
1. Val d’Isère – 7 grudnia 1995 (supergigant)
2. Veysonnaz – 20 grudnia 1995 (supergigant)
3. Crans-Montana – 15 marca 1998 (gigant)
4. Park City – 19 listopada 1998 (gigant)
5. Lake Louise – 29 listopada 1998 (supergigant)
6. Val d’Isère – 10 grudnia 1998 (supergigant)
7. Val d’Isère – 11 grudnia 1998 (gigant)
8. Veysonnaz – 19 grudnia 1998 (zjazd)
9. Cortina d'Ampezzo – 24 stycznia 1999 (gigant)
10. Åre – 22 lutego 1999 (gigant)
11. Sierra Nevada – 10 marca 1999 (zjazd)
12. Megève – 4 stycznia 2004 (supergigant)
13. Altenmarkt im Pongau – 11 grudnia 2004 (supergigant)
14. Lake Louise – 4 grudnia 2005 (supergigant)

#### Pozostałe miejsca na podium
1. Val d’Isère – 8 grudnia 1995 (gigant) – 3. miejsce
2. St. Anton – 15 grudnia 1995 (zjazd) – 3. miejsce
3. St. Anton – 16 grudnia 1995 (zjazd) – 2. miejsce
4. Garmisch-Partenkirchen – 13 stycznia 1996 (supergigant) – 3. miejsce
5. Hafjell – 9 marca 1996 (gigant) – 3. miejsce
6. Tignes – 24 października 1997 (slalom równoległy) – 3. miejsce
7. Park City – 21 listopada 1997 (gigant) – 2. miejsce
8. Mammoth Mountain – 28 listopada 1997 (slalom równoległy) – 3. miejsce
9. Val d’Isère – 19 grudnia 1997 (gigant) – 2. miejsce
10. Bormio – 6 stycznia 1998 (gigant) – 3. miejsce
11. Altenmarkt – 18 stycznia 1998 (zjazd) – 3. miejsce
12. Sölden – 24 października 1998 (gigant) – 2. miejsce
13. Lake Louise – 27 listopada 1998 (zjazd) – 3. miejsce
14. Semmering – 27 grudnia 1998 (gigant) – 2. miejsce
15. Maribor – 2 stycznia 1999 (gigant) – 3. miejsce
16. St. Anton – 16 stycznia 1999 (supergigant) – 2. miejsce
17. Cortina d'Ampezzo – 25 stycznia 2002 (supergigant) – 3. miejsce
18. Altenmarkt – 7 marca 2002 (supergigant) – 2. miejsce
19. Park City – 21 listopada 2002 (gigant) – 2. miejsce
20. Val d’Isère – 12 grudnia 2002 (gigant) – 3. miejsce
21. Cortina d'Ampezzo – 17 stycznia 2003 (supergigant) – 2. miejsce
22. Innsbruck – 28 lutego 2003 (supergigant) – 3. miejsce
23. Hafjell – 13 marca 2003 (supergigant) – 2. miejsce
24. Sestriere – 14 marca 2004 (gigant) – 3. miejsce
25. Åre – 19 lutego 2005 (supergigant) – 2. miejsce
26. Lake Louise – 2 grudnia 2005 (zjazd) – 3. miejsce
27. Val d’Isère – 17 grudnia 2005 (zjazd) – 3. miejsce
28. Val d’Isère – 18 grudnia 2005 (supergigant) – 2. miejsce
29. Bad Kleinkirchheim – 15 stycznia 2006 (supergigant) – 3. miejsce
30. Bormio – 13 marca 2008 (supergigant) – 3. miejsce